# 荷兰国家曲棍球队
荷兰国家曲棍球队是荷兰曲棍球项目的国家代表队。荷兰队曾3次获得世界杯曲棍球赛的冠军，3次获得奥运会曲棍球项目的冠军。

## 参赛情况

### 世界杯曲棍球赛
- 1971，第6名; 西班牙巴塞罗那
- 1973 ; 荷兰阿姆斯特丹
- 1975 第9名; 马来西亚
- 1978 ; 阿根廷布宜诺斯艾利斯
- 1982 第4名; 印度孟买
- 1986 第7名; 英国伦敦
- 1990  – 巴基斯坦拉合尔
- 1994，– 澳大利亚悉尼
- 1998， – 荷兰
- 2002， 马来西亚吉隆坡
- 2006，第7名; 德国
- 2010，  印度新德里